# الجمباز البارالمبي
الجمباز البارالمبي أو جمباز الإعاقة (Para-gymnastics)، والمعروف أيضًا باسم جمباز ذوي الاحتياجات الخاصة (disability gymnastics) وبارا جمباز (para gymnastics)، هو أحد تخصصات الجمباز للرياضيين ذوي الإعاقة. اُعترف به كتخصص رسمي في الاتحاد الدولي للجمباز (FIG) في أكتوبر 2024.

## التاريخ
حافظ الاتحاد الدولي للجمباز على لجنة الجمباز للجميع. في عام 2018، قاموا بتوسيع برنامج الجمباز للجميع من خلال تشكيل تحالف لاتحادات الجمباز. عقدت دول مثل الولايات المتحدة مسابقات فرق للرياضيين ذوي الإعاقة، بينما عقدت دول مثل بريطانيا العظمى بطولات للمنافسين الفرديين.
في أكتوبر 2024، اعترف الاتحاد الدولي للجمباز (FIG) بجمباز الإعاقة كتخصص رسمي تابع له. عرّف الاتحاد الدولي للجمباز هذا التخصص بأنه "جمباز تنافسي يُؤدى على أجهزة مختلفة للاعبين ذوي تصنيف إعاقة معتمد"، ووافق عليه لالجمباز الفني. اعتبارًا من عام 2024، يقتصر جمباز الإعاقة على المنافسات الوطنية.

### بريطانيا العظمى
كان لدى بريطانيا العظمى فريق وطني لجمباز الإعاقة، لكنه حُلّ في عام 2013. في عام 2016، كان أكثر من 200 نادٍ تابع للجمباز البريطاني يقدم رسميًا برامج جمباز الإعاقة، يمثلون أكثر من 1500 عضو من ذوي الإعاقة. في عام 2020، شكل الجمباز البريطاني رسميًا لجنة الجمباز البريطاني لذوي الإعاقة. يعمل الجمباز البريطاني على وضع قانون نقاط للاتحاد الدولي للجمباز (FIG) لجمباز الإعاقة الفني للرجال والسيدات، وعلى إنشاء هيكل تصنيف، بهدف استضافة أول بطولة عالمية لجمباز الإعاقة تابعة للاتحاد الدولي للجمباز في عام 2027 وإدراجها في الألعاب البارالمبية بحلول عام 2032.

## أبرز لاعبي جمباز الإعاقة
- جينيفر بريكر[1]
- أليكس بوسنيل
- كارول جونستون
- ستايسي ريدلي[8]
- أولي كيتلبورو[5]